# Kesham
Kesham  est un village du Cameroun situé dans le département du Manyu et la Région du Sud-Ouest, à proximité de la frontière avec le Nigeria. Il fait partie de la commune d'Akwaya.

## Localisation
Kesham est localisé à 5° 51' 58 N et 9° 17' 31 E, à environ 190 km de distance de Buéa, le chef-lieu de la Région du Sud-Ouest, et à 332 km de Yaoundé, la capitale du Cameroun.

## Population
Lors du recensement de 2005, Kesham comptait 1 985 habitants dont 1 013 hommes et 972 femmes.